# セグロサバクヒタキ

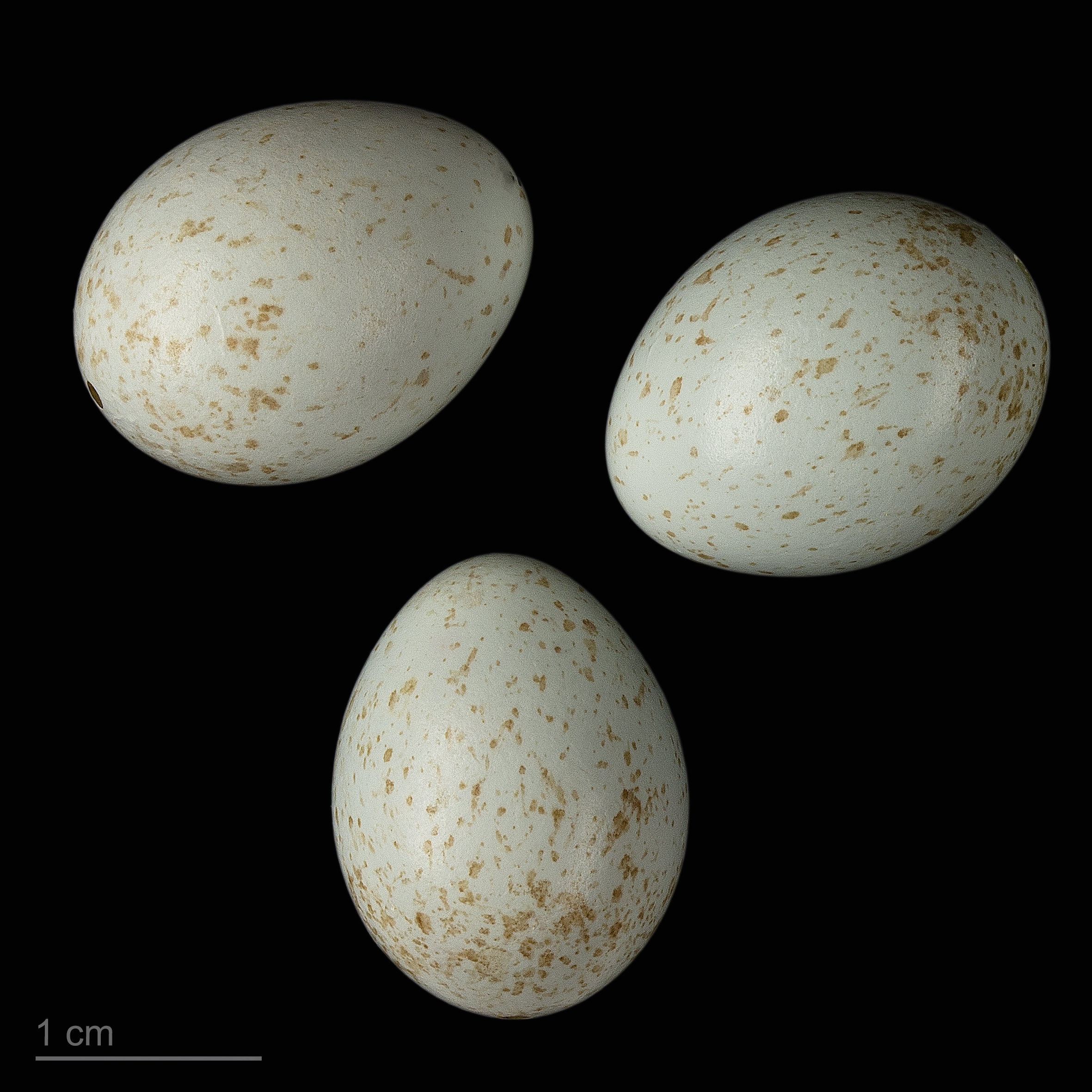
Oenanthe pleschanka

セグロサバクヒタキ（背黒砂漠鶲、学名: Oenanthe pleschanka ）は、スズメ目ヒタキ科に分類される鳥類の一種。サバクヒタキの仲間である。

## 分布
ロシア南部から中央アジア、中国北西部、モンゴルで繁殖し、冬季はアラビア半島やアフリカ東部に渡り越冬する。
日本へは迷鳥として春と秋の渡りの時期にまれに観察される。北海道、本州、日本海側の島嶼（舳倉島、対馬）で記録がある。

## 形態
全長14.5cm。雄の夏羽は喉から頬にかけての部分と背から翼が黒い。頭上から後頭部は茶褐色で下面、腰は白い。尾も白いが、先端部は黒い。黒い部分はサバクヒタキに比べると狭い。雌は喉から頬にかけての部分は上面と同色で褐色味が強く、下面はやや褐色がかった白色である。

## 生態
日本では、草原や農耕地などで観察されている。